# Sosudistye Rasteniia SSSR
Sosudistye Rasteniia SSSR (abreviado Sosud. Rast. SSSR) es un libro con ilustraciones y descripciones botánicas que fue escrito por el botánico y pteridólogo ruso Serguéi Cherepánov y publicado en Leningrado en el año 1981.